# Kegen
Kegen (kaz. Кеген) – wieś w południowym Kazachstanie, w obwodzie ałmackim. Liczy 9900 mieszkańców (2006). Ośrodek przemysłu spożywczego.